# Gesztenyéshátú földirigó
A gesztenyéshátú földirigó vagy más néven szumbawai földirigó (Geokichla dohertyi)  a madarak osztályának verébalakúak (Passeriformes) rendjébe és a rigófélék (Turdidae) családjába tartozó faj.

## Előfordulása
Indonézia és Kelet-Timor területén honos, előfordul Lombok, Sumba, Sumbawa, Timor, Flores és a Kis-Szunda-szigetek apróbb keleti szigetein.

## Természetvédelmi helyzete
Az elterjedési területe kicsi, egyedszáma ugyan csökken, de még nem éri el a kritikus szintet. A Természetvédelmi Világszövetség Vörös listáján mérsékelten fenyegetett fajként szerepel.
Európában az Európai Állatkertek és Akváriumok Szövetsége felügyelete alá tartozó Európai Veszélyeztetett Fajok Programja (EEP) keretében tenyésztik a faj egyedeit.